# ランツィア (小惑星)
ランツィア (683 Lanzia) は小惑星帯に位置する小惑星である。ハイデルベルクでマックス・ヴォルフによって発見された。
ハイデルベルク科学アカデミーの設立に尽力したドイツ人実業家のヘンリッヒ・ランツにちなんで命名された。